# پرتگاه گسل
پرتگاه گسل دیواره‌ای کوچک در سطح زمین است که در آن یک قطعه از گسل به‌صورت عمودی نسبت به قطعه دیگر جابه‌جا شده‌است. این عارضه حالت توپوگرافی از پدیده گسل‌خوردگی است که به جابه‌جایی سطح زمین با حرکت در راستای گسل‌ها ارتباط دارد. پرتگاه‌های گسل با حرکت افتراقی و متعاقب آن فرسایش در امتداد گسل‌های قدیمی غیرفعال یا با حرکت و جابه‌جایی در راستای گسل‌های جدید فعال خود را نشان می‌دهند.

## ویژگی‌ها
پرتگاه‌های گسلی سنگ‌های سخت و سستی هستند که به‌شدت شکسته شده‌اند. در بسیاری از موارد، پرتگاه‌ها از بلوک بالاآمده (فرادیواره) ساخته‌شده و ممکن است بسیار شیب‌دار باشد. ارتفاع پرتگاه گسل با میران جابه‌جایی عمودی در امتداد گسل برابر است. پرتگاه‌های فعال معمولاً بر اثر جابه‌جایی زمین‌ساختی شکل می‌گیرند؛ به عنوان مثال زمانی که یک زمین‌لرزه ارتفاع سطح زمین را تغییر می‌دهد و این حالت می‌تواند بر اثر هر نوع گسل از جمله گسل امتدادلغز رخ دهد که جابه‌جایی اصلی در این نوع گسل به‌صورت افقی است. به‌صورت کلی این جابه‌جایی و حرکت بر اثر چندین عامل در طول زمان است. جابه‌جایی در حدود ۵ تا ۱۰ متر در هر رویداد زمین‌ساختی رایج و فراوان است.